# تاکشی هامادا
تاکشی هامادا (انگلیسی: Takeshi Hamada؛ زادهٔ ۲۱ دسامبر ۱۹۸۲) بازیکن فوتبال اهل ژاپن است.
از باشگاه‌هایی که در آن بازی کرده‌است می‌توان به باشگاه فوتبال سرزو اوساکا و باشگاه فوتبال ساگان توسو اشاره کرد.